# Bret Harte (Californie)
Pour les articles homonymes, voir Bret et Harte.
Bret Harte est une census-designated place (CDP) située dans le comté de Stanislaus, en Californie. Sa population est en baisse, on comptait 5 161 habitants au recensement de 2000 contre seulement 5 152 au recensement de 2010. Elle fait partie de la zone statistique métropolitaine de Modesto. Elle doit son nom au poète et écrivain américain Bret Harte, connu pour ses écrits sur la ruée vers l’or en Californie.

## Démographie
| 2000  | 2010  | - | - | - | - |
| ----- | ----- | - | - | - | - |
| 5 161 | 5 152 | - | - | - | - |